# Liseleje
Liseleje ist eine dänische Ortschaft mit 2493 Einwohnern (Stand 1. Januar 2023) auf Sjælland (dt.: Seeland). Die Ortschaft liegt im Kirchspiel (dän.: Sogn) Melby (Melby Sogn), das bis 1970 zur Harde Strø Herred im damaligen Frederiksborg Amt gehörte. Mit der Auflösung der Hardenstruktur wurde das Kirchspiel in die Frederiksværk Kommune aufgenommen, die Kommune wiederum ging mit der Kommunalreform zum 1. Januar 2007 mit anderen Kommunen in der neu gegründeten Halsnæs Kommune auf, die zur Region Hovedstaden gehört.
Liseleje liegt etwa sieben Kilometer nördlich von Frederiksværk und knapp neun Kilometer nordöstlich von Hundested.
Der Asteroid (9272) Liseleje wurde 2009 nach der Ortschaft benannt.